# 新明川駅
新明川駅（朝鮮語: 신명천역）は、朝鮮民主主義人民共和国咸鏡北道明川郡にある駅で、古站炭鉱線に属する。

## 隣の駅
古站炭鉱線
明川駅 - 新明川駅